# Parangitia circumcincta
Parangitia circumcincta är en fjärilsart som beskrevs av Dyar 1914. Parangitia circumcincta ingår i släktet Parangitia och familjen nattflyn. Inga underarter finns listade i Catalogue of Life.